# Museum der Geschichte Rigas und der Schifffahrt
Das Museum der Geschichte der Stadt Riga und der Seefahrt (lettisch Rīgas vēstures un kuģniecības muzejs) ist ein Museum in Riga. Es zeigt die Geschichte der Stadt seit ihrer Gründung im Jahr 1201 bis zur ersten Hälfte des 20. Jahrhunderts.
Das Museum befindet sich in der Altstadt von Riga an der Palasta-Straße 4 und gehört zum Gebäude-Ensemble des Rigaer Doms. Es ist das älteste öffentliche Museum im Baltikum und eines der ältesten Museen in Europa. 2018 wurden 238.123 Besucher gezählt. Damit stand das Museum auf der Liste des am häufigsten besuchten Museen Lettlands auf Rang drei.

## Geschichte des Museums
Das Museum befindet sich im ehemaligen Dominikanerkloster am Dom zu Riga. Der östliche und südliche Teil gehörten zu den Hauptgebäude des Klosters, der westliche Teil wurde von der Rigaer Domschule genutzt. Bis ins 15. Jahrhundert waren in dem Gebäude auch Mitglieder des Domkapitels untergebracht. Mit dem Einsetzen der Reformation wurde das Kloster aufgelöst. Über der Fassade des Hauptportals halten zwei Löwen die Wappen des Rigenser Erzbischofs bzw. des Domkapitels – eine Erinnerung daran, dass hier einst das Domkloster stand.
Das Museum geht auf die privaten Sammlungen des deutschbaltischen Arztes und Forschers Nicolai von Himsel zurück. Seine Mutter Anna Katerina Himsel schenkte die Sammlung entsprechend seinem Wunsch der Stadt Riga. Am 22. Februar 1773 gründete die Stadt Riga das Museum und benannte es nach Nicolai Himsel. Es wurde im sogenannten Anatomie-Theater der Universität in der Kalēju-Straße 34/36 untergebracht. Das Gebäude ist nicht mehr erhalten. 1791 wurde das Museum in den Ostflügel des Rigaer Domensembles verlegt, der für die Unterbringung der Stadtbibliothek und des Museums umgebaut wurde.
1816 wurde das Museum um ein Kunstkabinett erweitert, 1881 wurde die Münzsammlung des Himsel-Museums und die numismatischen Sammlungen der Stadt zum Städtischen Münzkabinett zusammengefasst. Die weitere Entwicklung stand im engen Zusammenhang mit den Aktivitäten der Gesellschaft zur Erforschung der Geschichte und des Altertums in den baltischen Provinzen Russlands, Naturforscherverein zu Riga von 1845, der Literärisch-praktische Bürger-Verbindung (gegründet 1802) und der Rigaer Gesellschaft der praktizierenden Ärzte (gegründet 1822). Im Laufe der 1850er Jahre wurden die Sammlungen dieser Vereinigungen im Rigaer Museum in der Šķūņu-Straße 11 ausgestellt. Im folgenden Jahrzehnt kamen die naturwissenschaftlichen und archäologischen Teile der Himselschen Sammlungen zum Rigaer Museum, andere Teile gingen an die neu gegründete Städtische Kunstgalerie. Ende der 1880er Jahre wurden in den Gebäuden des Dom-Ensembles in der Palasta-Straße 4 Räumlichkeiten für Museumszwecke umgebaut und die wissenschaftlichen Sammlungen der Gesellschaften konnten in diese Räume umziehen, die Betreuung erfolgte durch die Gesellschaft zur Erforschung der Geschichte und des Altertums in den baltischen Provinzen Russland. Durch den neuen Platz erhielt das Museum den neuen Namen Dom-Museum. In den 1930er Jahren wurde das stadtgeschichtlich und kulturgeschichtlich ausgerichtete Museum um eine Abteilung zur Schifffahrt erweitert. 1932 wurden das Dom-Museum einschließlich aller Sammlungen in die Denkmalschutzliste der Republik Lettlands aufgenommen, vier Jahre später wurde das Museum geschlossen.
Gleichzeitig gründete die Stadtverwaltung Rigas das Historische Museum der Stadt Riga. Die Basis für dieses Museum bildeten die Objekte des ehemaligen Dom-Museums, zusätzlich dazu stellte das Denkmalamt Gegenstände zur Geschichte und Kultur Rigas zur Verfügung.
Die russische Besetzung Lettlands und der Zweite Weltkrieg hatten ein erheblichen negativen Einfluss auf das Museum. Durch die Auswanderung der Deutsch-Balten, der Evakuierung der Sammlungen und die Zensur der sowjetischen Verwaltungen, die eine Vielzahl von Objekten als ideologisch inakzeptabel betrachteten, führten zum Verlust eines Teils seiner Sammlungen. Unter den Sowjets wurde das Museum 1940 verstaatlicht, auch der Namen des Museums wurde mehrfach geändert, erst 1964 erhielt es seinen heutigen Namen: Museum für die Geschichte der Stadt Riga und der Schifffahrt.
2024 umfassten die 75 Sammlungen des Museums mehr als 600.000 Objekte. Ausgestellt ist dort auch die über 500 Jahre alte Holzfigur Madonna auf der Mondsichel, welche 1943 durch Angehörige der Wehrmacht aus Riga geraubt und bis 2001 im Museumsquartier St. Annen in Lübeck aufbewahrt wurde. Die Rückgabe erfolgte dabei kurz vor den Feierlichkeiten anlässlich des 800-jährigen Stadtjubiläums, zu denen die Madonna erstmals wieder der Öffentlichkeit in ihrer Heimatstadt präsentiert wurde. Sie ist eine von nur 30 Holzschnitzereien dieser Qualität und diesen Alters in Lettland.

## Zweigstellen
Das Museum wurde um drei Zweigstellen erweitert:
- das Museum der Marineschule Ainaži in Ainaži (gegründet 1969),
- das Wohnhaus-Museum (gegründet 1992),
- das Fotografie-Museum (gegründet 1993).

## Dauerausstellungen
Der Schwerpunkt der Dauerausstellung liegt in der Geschichte der Stadt Riga. Sie ist auf die folgenden Epochen aufgeteilt:
- Die Ursprünge der Stadt Riga: Die Zeit vor 1201;
- Riga als Teil Livlands: 13.–16. Jahrhundert;
- Riga unter schwedischer Herrschaft: von 1581 bis 1710;
- Riga innerhalb des Russischen Reiches: 1710–Mitte 19. Jahrhundert;
- Riga innerhalb des Russischen Reiches: Mitte des 19. Jahrhunderts–1918;
- Riga Hauptstadt der Republik Lettland: 1918–1940.

Daneben gibt es noch drei weitere Dauerausstellungen:
- Geschichte der lettischen Schifffahrt;
- Silberkabinett;
- Kreuzgalerie des Rigaer Doms.

## Sonderschauen
Bei den Sonderschauen organisiert das Museen neben den normalen Ausstellungen innerhalb des Museums auch virtuelle Ausstellungen und Wanderausstellungen.